# Асхаб-Уль-Кахф
«Асхаб-Уль-Кахф» (азерб. Əshab-ül Kəhf) — пещера, расположенная на территории Бабекского района Азербайджана. Является местом паломничества мусульман. Охраняется государством как памятник истории и культуры национального значения.
Согласно азербайджанской легенде, здесь прятались персонажи Корана, с целью защитить свою веру в единого Бога во время преследований. 